# Tainacris quisqueiana
Tainacris quisqueiana är en insektsart som beskrevs av Perez-gelabert, Hierro, Dominici och D. Otte 1997. Tainacris quisqueiana ingår i släktet Tainacris och familjen Episactidae. Inga underarter finns listade i Catalogue of Life.